# Luhanska oblast
Luhanska oblast ili Luganska oblast (ukrajinski: Луганська область, Luhans’ka oblast’; ruski: Луга́нська о́бласть, Luganska oblast) administrativna je oblast koja se nalazi se u istočnoj Ukrajini na granici s Rusijom. Upravno središte oblasti je grad Luhansk.

## Zemljopis
Luhanska oblast ima ukupnu površinu 26 684 km², u njoj živi 2 409 000 stanovnika te je prema broju stanovnika sedma oblast. 
Luhanska oblast graniči na zapadu s Donjeckom i Harkovskom oblasti, a na jugu, sjeveru i istoku graniči s Rusijom.

## Stanovništvo
Ukrajinci su najbrojniji narod u oblasti i čine 54,0 %, veliki je broj i Rusa kojim ima 42 %.
Po popisu iz 2001. godine većina stanovništva govori ruski jezik kao materinji 68,8 %,  dok ukrajinski govori 30 % stanovništva kao materinji.
Dana 25. travnja 2006. godine, oblasno vijeća glasovalo je da ruski jezik postane službeni na teritoriji Luhanske oblast, međutim, takva odluka nema pravni učinak prema ukrajinskome zakonodavstvu.

## Administrativna podjela
Luhanska oblast dijeli se na 18 rajona i 37 gradova od kojih njih četiri ima viši administrativni stupanj, također oblast ima i 109 malih gradova i 792 naselja.

## Vanjske poveznice
- Službena stranica oblasti

### Ostali projekti
|  | Zajednički poslužitelj ima još gradiva o temi Luhanska oblast |